# Общество попечения о бесприютных детях
Общество попечения о бесприютных детях (ОПОБД) — благотворительное учреждение Российской империи. 
Устав Общества попечения о бесприютных детях был утвержден 27 апреля 1898 года.

Председатель ОПОБД М. И. Михельсон с детьми и попечителями общества

Во главе учредителей стояли российский педагог, действительный статский советник Мориц Ильич Михельсон и его дочь Ольга Морицовна (Марисеевна) Михельсон (1858—1942).
В приюте Общества призревались бедные дети-сироты, а также и те, родители которых лишены возможности содержать их при себе. Мальчики принимались до восьми лет, девочки — до 12 лет; по достижении ими этого возраста, их определяли в училища или отдавали в ремесленные мастерские.
Делами общества заведовал совет и общее собрание. К 1 января 1905 года Общество состояло из 1203 членов, в том числе 7 почетных членов, 9 пожизненных члена и 52 члена-учредителя. В 1904 году в приюте опекались 60 мальчиков и 82 девочки; с каждым годом число призреваемых детей заметно возрастало.
В 1908 году Мориц Ильич Михельсон скончался и, продолжая дело отца, председателем Общества стала Ольга Морицовна Михельсон, которая занимала этот пост до 1918 года, пока большевики, пришедшие к власти в результате Октябрьской социалистической революции, не закрыли Общество попечения о бесприютных детях, как и множество других благотворительных организаций Российской империи.